# Lysye Gory
Lysye Gory (in russo Лысые Горы?) è un insediamento di tipo urbano dell'oblast' di Saratov, in Russia; è il centro amministrativo del distretto Lysogorskij.
Si trova sulle rive del fiume Medvedica, 78 km a ovest di Saratov.